# 기적체험! 구사일생
《기적체험! 구사일생(九死一生)》은 대한민국의 KBS 2TV에서 제작했던 텔레비전 프로그램이며 2002년 11월 3일부터 2003년 6월 22일까지 방영되었다.
한편, 대부분 재연 프로그램이 그랬던 것처럼 어법에 어긋나는 표현이나 비속어·반말 등을 여과 없이 내보냈다는 지적이 있었으며 결국 1년을 넘기지 못하고 종영되었다.

## 기획의도
- 살고 죽고 항상 사랑이기 때문에 극복하고 있는 이야기 프로그램. 기적체험! 구사일생 (九死一生)

## 방송시간
- 일요일 오전 10:50 ~ 11:50

## 진행
- 손미나, 지석진, 정선희, 조형기, 김세아

## 내레이터
- 양지운
- 강희선
- 이원준
- 배칠수
- 김기현

## 방영 목록
- 기적체험! 구사일생의 에피소드 목록 (2002년)
- 기적체험! 구사일생의 에피소드 목록 (2003년)